# Hoorn (Westerwolde)
Hoorn is een gehucht in de gemeente Westerwolde in het oosten van de Nederlandse provincie Groningen. Het ligt aan de weg tussen Blijham en Oude Pekela, tussen De Oerde (een zandhoogte langs de Westerwoldse Aa, in de 18e eeuw 't Hagelbos) en het Hoornderveen.
Hoorn ligt aan de westrand van de zandrug die door Westerwolde loopt. De naam komt van het toponiem -horn ("hoek", "uitspringende bocht") en komt voor het eerst voor in 1440.
Hoorn bestond vermoedelijk oorspronkelijk uit een boerderij (erve Meningh) met de noordelijkste 'oerde', (oudste vorm van een es) van Westerwolde. In de 12e en 13e eeuw werd het veen ten westen van de boerderij ontgonnen. In de 13e eeuw werd de marke van Hoorn opgericht, die toen bestond uit 8 opstrekkende heerden en behoorde tot het kerspel Wedde. In 1569 was er ook sprake van 11 keuters, waaronder 6 paupers.
Tot de marke behoorde een deel van het uitgestrekte veencomplex ten oosten van de Pekel A. In de zeventiende eeuw sloot de marke van Hoorn een overeenkomst met de stad Groningen waarbij de grens tussen de gronden van Hoorn en de veengebieden van de stad langs de Pekel A werd vastgelegd. De marke werd toen ook verdeeld. Bij de afgraving van het veen werd in de streek gebruikgemaakt van het zogenaamde Hoornder bestek, de maten die in Hoorn gebruikelijk waren.
Bij de ontginning van het veen werden de boerderijen ten zuiden van de erve Meningh verplaatst naar de westzijde van het Hoornderpad. Bij de herinrichting tussen 1988 en 2012 werd dit pad vervangen door de Driepoldersweg.
Aan oostzijde van Hoorn liggen de Hoorndermeeden, een hooilandgebied met twee voormalige meanders van de Westerwoldse Aa, die in 1846 werden rechtgetrokken. Dit gebied vormt tegenwoordig onderdeel van het Natuurnetwerk Nederland.
Dorpen: Barnflair · Bellingwolde · Blijham · Bourtange · Jipsingboertange · Oudeschans · Over de Dijk · Sellingen · Ter Apel · Ter Apelkanaal · Veelerveen · Vlagtwedde · Vriescheloo · Wedde · Wedderheide · Zandberg (deels)

Buurtschappen: Agodorp · Borgertange · Borgerveld · Bovenstreek · De Bouwte · De Bruil · De Bult · Den Ham · De Heemen · De Lethe · De Maten · De Oerde · De Straat (Engelkes) · Draaijerij · Ellersinghuizen · Hanetange · Harpel · Hoorn · Hoornderveen · Jipsingboermussel · Jipsinghuizen · Kielhuppen · Klein-Ulsda · Klontjebuurt · Koudehoek · Lammerweg · Laude · Lauderbeetse · Lauderzwarteveen · Laudermarke · Leemdobben · Lieskemeer · Loosterheide · Lutje Ham · Lutjeloo · Morige · Munnekemoer · Nienoordstreekje · Oosteinde · Overdiep · Pallert · Plaggenborg · Poldert · Renneborg · Rhederbrug · Rhederveld · Rijsdam · Roelage · 't Schot · Sellingerbeetse · Sellingerzwarteveen · Slegge · Stakenborg · Stobben · Ter Borg · Ter Haar · Ter Walslage · Ter Wisch · Tjabbesstreek · Veele · Veendijk · Veerste Veldhuis · Verbindingsweg · Vlagtwedder-Veldhuis · Vogelzang · Voorwold · Wedderbergen · Wedderveer · Weende · Weite · Wessingtange · Westeind · De Westert · Winschoterhogebrug (deels) · Winschoterzijl (deels) · Wollingboermarke · Wollinghuizen · Zuidveld · Zandstroom

Groningen: Steden en dorpen      Nederland: Provincies · Gemeenten